# Biblioteca Nacional da Roménia
A Biblioteca Nacional da Roménia (em romeno:  Biblioteca Naţională a României) é a biblioteca nacional da Roménia. Destina-se a ser o repositório de tudo o que é publicado no país.

## História
As raízes da biblioteca podem ser encontradas na biblioteca do Colégio de São Sava. A biblioteca foi inaugurada em 1859, quando 1000 volumes franceses foram arquivados. Após a união em 1859, a biblioteca adquiriu o estatuto de biblioteca nacional (Bibliotecă Naţională şi Bibliotecă Centrală - Biblioteca Nacional e Central). Em 1864, a biblioteca foi denominada Biblioteca Central do Estado (Biblioteca Centrală a Statului).
Em 1901, todas as coleções foram transferidas para a Biblioteca da Academia Romena. Como resultado, de 1901 a 1955, a Biblioteca da Academia Romena desempenhou o papel de biblioteca nacional. Em 1955, a Biblioteca Nacional Central foi organizada, assumindo as funções de uma biblioteca nacional. Em 1989, após o colapso do regime comunista, a Biblioteca Nacional Central foi novamente renomeada para Biblioteca Naţională a României.

## Edifício novo

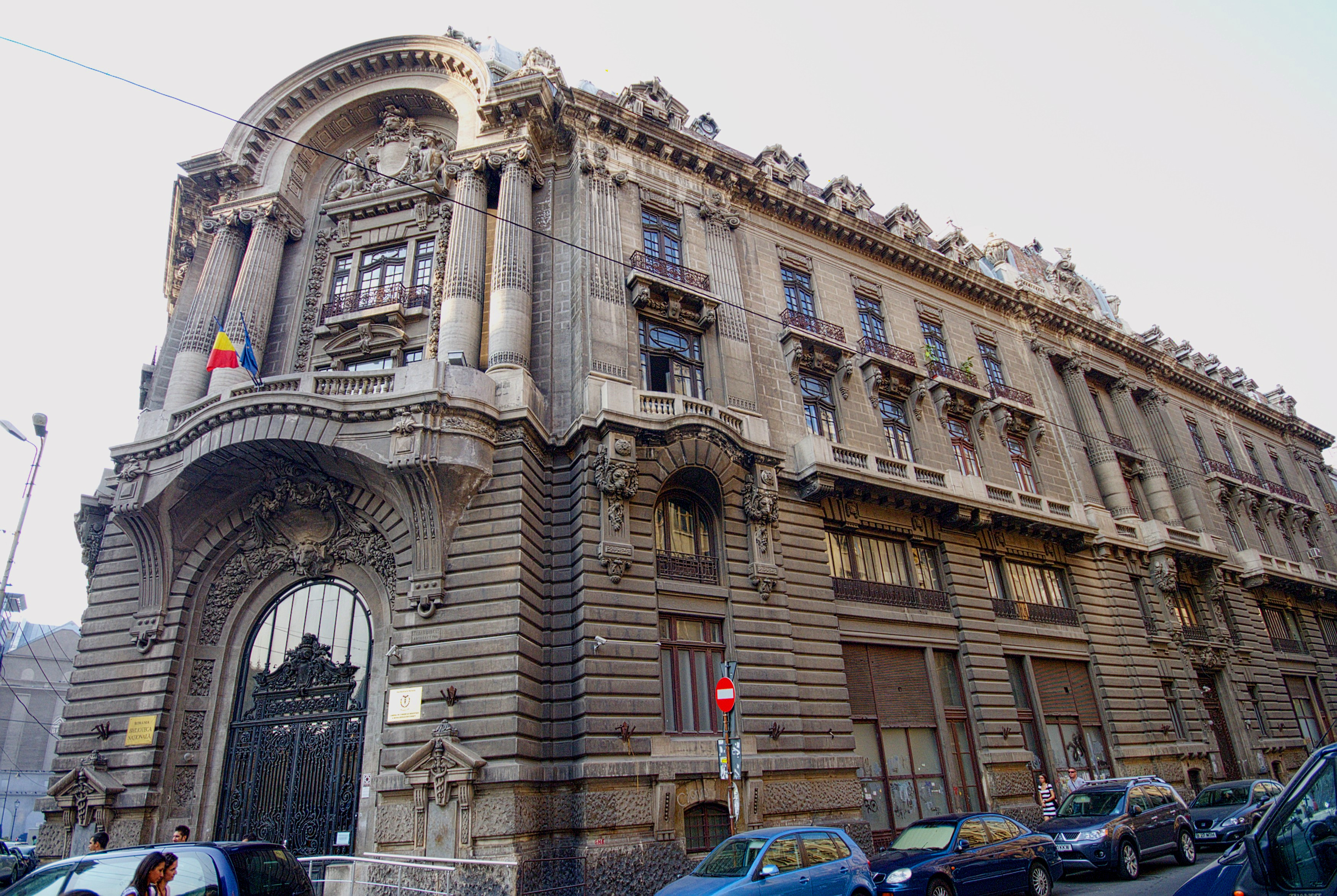
Antigo local na rua Ionescu de la Brad

Em 1986, um novo e maior edifício começou a ser construído para a biblioteca, entre a Piaţa Unirii e a Nerva Traian. O arquiteto principal foi Cezar Lăzărescu, que morreu em 1986, antes que o edifício fosse concluído. Logo após 1989, apesar de algumas partes do edifício estarem concluídas ou em estado avançado, devido à falta de financiamento, a construção foi interrompida por vários anos. Em 2009, o projeto foi transferido para o Ministério da Cultura, que completou a construção em 2011 e definiu a data de abertura oficial para 2012.

## Missão
A Biblioteca Nacional é uma instituição cultural sob a supervisão do Ministério da Cultura. O seu objetivo é gerir o património nacional de publicações, através da aquisição e preservação de documentos, tornando-os disponíveis ao público para fins de investigação ou estudos pessoais.

## Coleções
A biblioteca possui várias coleções especiais, incluindo:
- Bibliofilia - livros raros
- Manuscritos - incluindo o Códice Áureo de Lorsch mantido na Biblioteca Batthyaneum em Alba Iulia
- Arquivo Histórico
- Jornais romenos antigos
- Gravuras
- Fotografias
- Cartografia - mapas
- Audiovisual - áudio e vídeo

## Estatísticas
- 13 000 000 itens
- 162 incunábulos
- 20 054 livros antigos romenos e estrangeiros
- 10 964 livros raros romenos e estrangeiros
- 29 350 documentos audiovisuais
- 36 759 manuscritos antigos e modernos
- 47 745 publicações periódicas
- Mais de 800 gravuras
- 70 000 fotografias originais